# Thiacidas acronictoides
Trisulana acronictoides là một loài bướm đêm trong họ Noctuidae.